# Agalmatium curtulum
Agalmatium curtulum är en insektsart som först beskrevs av Melichar 1906.  Agalmatium curtulum ingår i släktet Agalmatium och familjen sköldstritar.
Artens utbredningsområde är Spanien. Inga underarter finns listade i Catalogue of Life.